# Estación San Fernando R
San Fernando R es una estación ferroviaria ubicada en la localidad homónima, cabecera del partido homónimo, Provincia de Buenos Aires, Argentina.

## Servicios
Es una estación intermedia del servicio urbano del Tren de la Costa que se presta entre las estaciones Avenida Maipú y Delta.

## Ubicación
Se encuentra en la intersección de las calles Rosario y Sarmiento, cercana al Club San Fernando.

## Historia
Este ferrocarril fue el primero que llegó a San Fernando, luego extendido hasta Tigre. Funcionaba como un tren de carga, para poder llevar todo lo que se extraía de las islas del Delta hasta Retiro, para poder ser comercializado. 
Por otro lado, este ferrocarril ayudó mucho al crecimiento de la ciudad, ya que en el Canal de San Fernando, funcionaban astilleros donde se reparaban todo tipo de embarcaciones. 
Estos astilleros fueron creciendo a lo largo del tiempo, llegando a formar a San Fernando como la ciudad capital de la Náutica.